# Hugo Torres
Hugo Torres (Córdoba, 24 aprile 1962) è un ex rugbista a 15 e allenatore di rugby a 15 argentino, a lungo pilone del Rugby Roma e del CUS Roma.